# Indische Zwergfledermaus

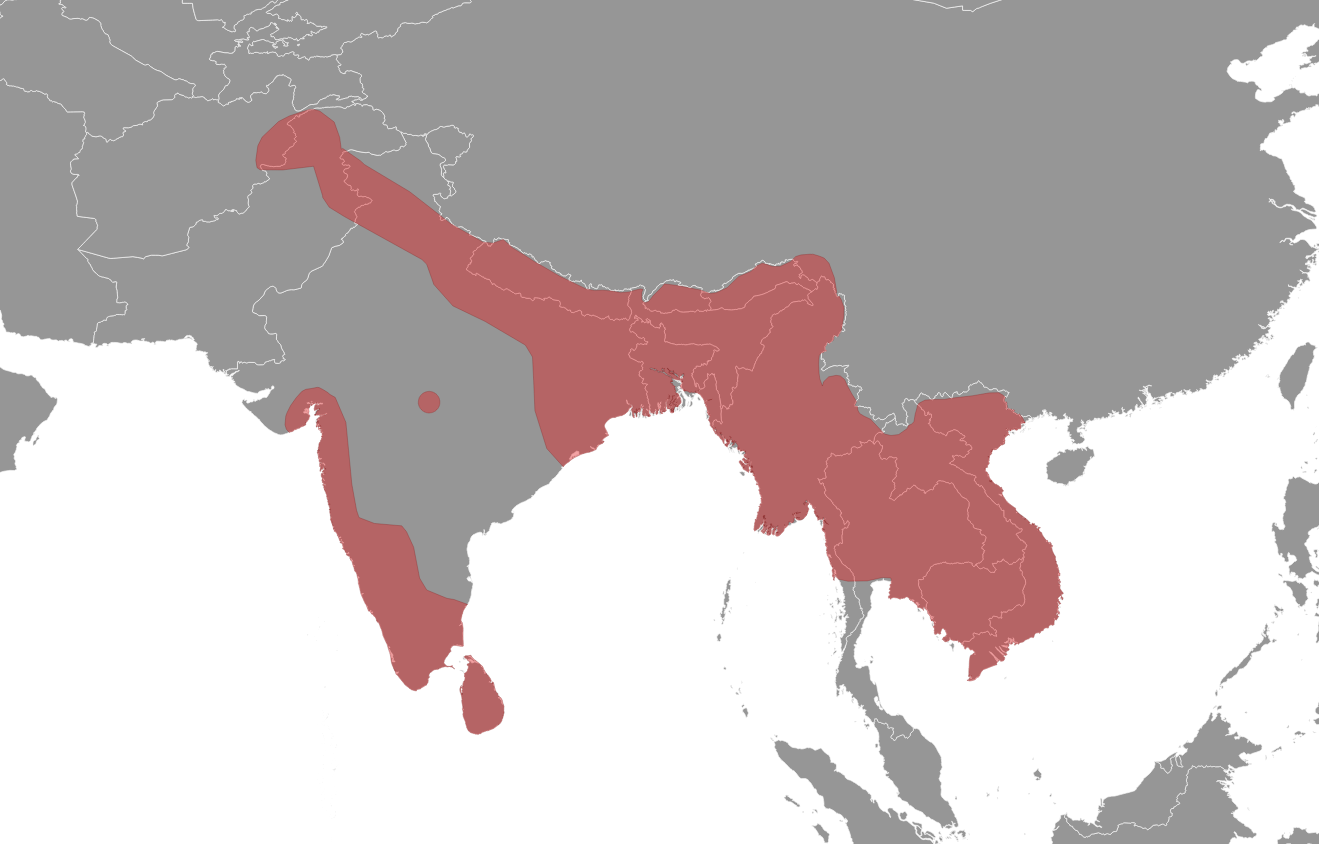
Verbreitungsgebiet der Indischen Zwergfledermaus

Die Indische Zwergfledermaus (Pipistrellus coromandra) ist ein mit mehreren disjunkten Populationen in Zentral- und Südasien verbreitetes Fledertier in der Gattung der Zwergfledermäuse. Sie zählt zur Untergattung Pipistrellus. Der Artzusatz im wissenschaftlichen Namen bezieht sich auf die Koromandelküste im Osten Indiens, wo das Typusexemplar gefunden wurde.

## Merkmale
Wie alle Gattungsvertreter ist die Art mit einer Kopf-Rumpf-Länge von 34 bis 49 mm, einer Schwanzlänge von 22 bis 39 mm und mit 25 bis 35 mm langen Unterarmen eine sehr kleine Fledermaus. Sie hat 3 bis 8 mm lange Hinterfüße und 7 bis 14 mm lange Ohren. Das oberseitige Fell ist mittel- bis dunkelbraun gefärbt. Auf der Unterseite sind die Haare an den Wurzeln dunkel und an den Spitzen beige bis hell zimtbraun. Bis auf wenige Haare auf der Schwanzflughaut sind die mittel- bis dunkelbraunen Flughäute nackt. Die Haare der Schwanzflughaut liegen nahe am Körper und am Schwanz. In Bezug auf das Skelett ähnelt die Art der Winzigen Zwergfledermaus (Pipistrellus tenuis).

## Verbreitung
Eine größere Population reicht vom östlichen Afghanistan über Kaschmir, Nepal, das südliche China und das nordöstliche Indien bis nach Thailand (ohne Malaiische Halbinsel), Laos, Kambodscha und Vietnam. Eine weitere Population lebt im südwestlichen und südlichen Indien sowie auf Sri Lanka. Aus dem Zentrum Indiens ist eine kleine Population bekannt. Die Indische Zwergfledermaus hält sich im Hügel- und Bergland bis 2750 Meter Höhe auf. Sie bewohnt unter anderem Wälder, Landwirtschaftsgebiete und Vorstädte.

## Lebensweise
Kleinere Gruppen ruhen am Tage in Baumhöhlen, Felsspalten, Mauerspalten, hinter loser Baumrinde, unter Dächern, in älteren Gebäuden und in religiösen Tempeln. Die Exemplare beginnen ihre Jagd kurz nach dem Sonnenuntergang und fliegen oft entlang von Waldrändern oder Wasserläufen. Sie bewegen sich meist 8 bis 15 Meter über dem Grund und sind in der Lage, ihre Richtung recht schnell zu ändern. Die Beute besteht vorwiegend aus Echten Motten und anderen fliegenden Insekten. Das Versteck wird mehrmals in der Nacht besucht.
Abhängig von der Verbreitung kommen bis zu drei Würfe pro Jahr vor. Ein Wurf enthält ein oder zwei Neugeborene.

## Gefährdung
Lokale Bestände werden durch Waldrodungen beeinflusst. In der Roten Liste von China ist die Art in der Vorwarnliste verzeichnet. Die IUCN listet die Indische Zwergfledermaus als nicht gefährdet (least concern).